# Engforglemmigej
Engforglemmigej (Myosotis scorpioides), ofte skrevet eng-forglemmigej, er en 15-40 cm høj urt, der vokser ved søer og vandløb. Den blomstrer fra juni til august, hvor blomsterne sidder i en krum stand, som efterhånden rettes ud. Blomsterstand er en asymmestrisk kvast, som kaldes svikkel.

## Beskrivelse
Engforglemmigej er en flerårig urt med en opstigende til opret, men spinkel vækst. Første år dannes kun en grundstillet roset af blade, men næste forår skyder stænglerne til vejrs. De er kantede i tværsnit og tæt hårede. Bladene er spredt stillede og elliptiske med hel rand. Begge sider er lyst grågrønne og hårklædte.
Blomstringen sker i juni-august, hvor blomsterne sidder i en krum stand, som efterhånden rettes ud (en svikkel). Sviklerne er oftest bladløse til forskel fra den lignende sumpforglemmigej. De enkelte blomster er 5-tallige og regelmæssige med klokkeformet bæger og en fladkravet, lyseblå krone af runde kronblade. Kronen er 7-9 mm i diameter. Frugterne er brune delfrugter.
Rodnettet består af en skråtstillet jordstængel, som bærer trævlede rødder.
Højde x bredde og årlig tilvækst: 0,40 x 0,30 m (40 x 30 cm/år).

## Voksested
Arten er hjemmehørende i Europa, Kaukasus og Centralasien. I Danmark findes den overalt (undtagen på Læsø) på fugtige steder.
I en mose ved Arresø findes den sammen med bl.a. alm. brunelle, bukkeblad, alm. fredløs, frøbid, kattehale, alm. skjolddrager, vandnavle, vandrøllike, blåtop, djævelsbid, duskfredløs, engkabbeleje, engnellikerod, engviol, gul iris, gåsepotentil, hjortetrøst, høj sødgræs, kragefod, lysesiv, mosepors, nikkende brøndsel, nyserøllike, pindsvineknop, rødel, smalbladet dunhammer, smalbladet kæruld, stiv star, sværtevæld, tormentil, trævlekrone, tørst, vandmynte og vellugtende gulaks.
| Portal | Portal:Botanik |

## Note
1. ↑  "Naturstyrelsen: Træarternes sammensætning i nogle moser og skove i Arrsøoplandet…" (PDF). Arkiveret (PDF) fra originalen 14. juli 2014. Hentet 1. juli 2014.